# Potjiekos

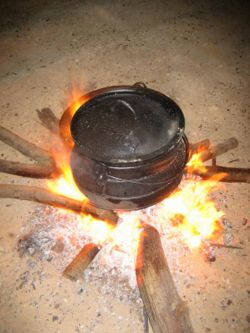
IJzeren kookpot zoals gebruikt voor Potjiekos

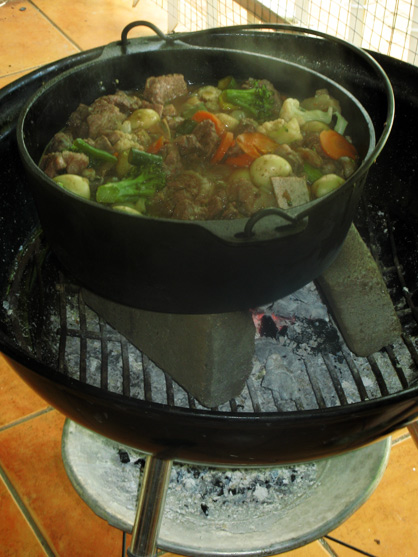
IJzerenpot met vlakke bodem.

Potjiekos (uitspraak: pojkiekos) is een traditioneel gerecht uit de Zuid-Afrikaanse keuken.
Potjiekos betekent potje eten. Het is een stoofpotje waarin verscheidene ingrediënten langzaam worden klaargemaakt. Het Potjie is een gietijzeren kookpot met drie poten die op een tot kooltjes geworden houtvuur wordt verhit.
Vaak wordt ook wel direct houtskool gebruikt. Door echte liefhebbers wordt dat verafschuwd. Het potjie wordt in Zuid-Afrika ook wel een swart pot genoemd.

## Ingrediënten en bereiding
De ingrediënten die gebruikt worden zijn vaak het geheim van de kok.
Ingrediënten zijn onder andere vlees, aardappels of rijst en verscheidene groenten en soms ook fruit. 
Traditioneel gezien wordt potjiekos laagsgewijs opgebouwd. Van harde naar zachtere ingrediënten. Alles wordt langzaam verhit op het vuur. 
Roeren is ten strengste verboden, althans volgens de echte liefhebbers. 
De kruiden die traditioneel gebruikt worden zijn van Indiase afkomst, bijvoorbeeld kerrie en zwarte peper.
Deze kruiden werden vroeger aangevoerd uit landen in Azië waar de VOC handel mee dreef.

## Geschiedenis
Potjiekos kent zijn oorsprong bij de Voortrekkers. Zij hadden een ijzeren pot die meeging met hun trektochten door Zuidelijk Afrika. Op hun weg werden de ingrediënten verzameld, zoals groenten en wild. Deze werden aan de bestaande pot toegevoegd zodat er een rijkelijk gerecht ontstond. Zelfs de botten van het wild gingen in de pot om de stoofpot aan te dikken.
Tegenwoordig wordt er met regelmaat een potjiekos bereid in Zuid-Afrika. Er zijn zelfs bijeenkomsten waar wedstrijden worden gehouden voor de beste potjiekos. 
Omdat de bereiding uren duurt zijn er veel bijgerechten zoals rauwkostsalades, biltong, droë wors, krummelpap, Vetkoek etc. Deze bijgerechten worden ook veel gegeten bij een braai (Afrikaans voor barbecue).